# Цыганология
Цыганоло́гия (цыганове́дение, роми́стика) — междисциплинарная область исследований цыган, включая цыганский язык, цыганские социумы, цыганскую культуру, историю и прочее. В качестве области научных исследований развивается с последней четверти XVIII века. В качестве научной специализации выделились с 1990-х годов, в первую очередь в области лингвистики, социокультурной антропологии, этнологии и истории.
В международной сфере область исследований называется англ. Romani studies, также romology. Во франкоязычной литературе – tsiganilogie, в Восточной Европе – цыганология, ромистика.

## История
Цыганология зарекомендовала себя как изолированная область научных исследований. На исследователей, изучавших цыган, влияли в том числе материалы официальных хроник и других письменных источников, иногда являвшиеся их единственными источниками информации. С самого начала цыганология способствовала созданию концепции, лексикона и образов полярности между «белыми» европейцами и цыганами. Цыганологи не считали цыган принадлежащими к европейским гражданам, понимаемым как христиане и «белые». Цыгане понимались как «отдельная раса без религии и, возможно, также без морали, которая на протяжении веков жила среди высших наций». Другие учёные противопоставляли «цивилизованные» и «высшие» нации Европы и «цыганскую» «особую» расу, устанавливая иерархию, напряжённость и противостояние между ними. Отнесение цыган к низшей, подчинённой расе закрепило «белые» культурные нормы в качестве стандарта, отталкиваясь от которого описывались цыгане. Учёные сформировали образ смуглого, нецивилизованного, ленивого, необразованного странника и преступника. Уже к 1886 году Дэвид МакРитчи заметил, что, несмотря на большое количество книг, написанных о цыганах, большинство из них воспроизводят и повторяют одни и те же образы и лексику, по большей части дегуманизирующие.
Работы первых исследователей цыган повлияли на восприятие цыган как «неполноценных» в сравнении с «белыми», послужили воспроизведению широко распространённого расизма и негативных образов, циркулирующих в обществе, которые демонизировали цыган и способствовали их изоляции. Цыганские исследования не только способствовали расовой дискриминации и дегуманизации цыганской идентичности, но и укрепили иерархию, установленную посредством политики и закона, между белыми европейцами и цыганами, а также укрепили социальную и политическую конструкцию «белизны». В значительной степени «белые» европейские учёные усилили или укрепили общие убеждения, что необходимо «цивилизовать», «изменить привычки», а позднее и «интегрировать» цыган в более широкий социум. Антропологи, историки, социологи и лингвисты обратились к изучению цыган, в частности, на европейских цыган, однако цыганская литература оставалась незамеченной в более широкой социальной и политической теории, культуре и расовых исследованиях. Хотя всё больше учёных изучают реалии жизни цыган, лишь немногие ставят под сомнение «интеллектуальный мир», который увековечивает образы мышления, занимающие позицию превосходства по отношению к цыганам, расистские или иным образом предвзятые образы.
Тем не менее, противоположные тенденции наблюдаются уже в XIX веках в трудах Дэвида МакРитчи и других учёных в журнале Gypsy Lore Society Journal, который появился в 1888 году. Некоторые, в том числе Чарльз Леланд, начали использовать, хотя и спорадически, термины Romani, Romany people, Romany music, Romany language — признак реального взаимодействия с цыганами. Дж. Пинчерле и некоторые другие даже подчёркивали тот факт, что они узнали о цыганах от самих цыган, а не основывались на общепринятых представлениях или более ранних текстах. Общество цыганских знаний (Gypsy Lore Society Journal) также фиксирует общение между учёными, которые продемонстрировали более тонкие и саморефлексивные взгляды на цыган. Тем не менее, несмотря на начало более комплексного подхода в научной литературе, акцент на инаковости цыган — цвете кожи, одежде и обычаях — сохранялся в представлениях о цыганах, равно как и идея цыганского «морального вырождения» и беззаконности. Настойчиво негативное прочтение обычаев, морали и отношения цыган к закону ещё больше нормализовало представления о «белизне».
Однако новая, более критическая разновидность цыганских исследований постепенно начала подвергать сомнению стандартный вариант цыганского дискурса, построенный на понятиях различий, неполноценности и подчинения.
В XIX веке учёными некоторых европейских стран начинается изучение цыганского фольклора. Австрийским учёным Францем Миклошичем было собрано значительное количество текстов, сказок, песен и баллад (1872—1881). В Англии Джон Сампсон провёл исследования фольклора уэльсских цыган, опубликованные в Journal of the Gypsy Lore Society. В России сборник цыганских сказок и песен «Киселёвские цыгане» (1908) был опубликован В. Н. Добровольским.
С конца 1930-х до 1970-х годов в СССР научное изучение цыган было под фактическим запретом.
С середины XX века собирание и изучение цыганского фольклора проводят учёные СССР, Франции, Югославии, Чехословакии, Венгрии, Австрии.
В числе известных учёных-цыганологов, среди прочих, выделяют Колина Кларка и Льва Черенкова.
Среди современных исследователей всё чаще утверждается, что для понимания истории цыган следует заменить «классическую» историю устной, поскольку, как отметил антрополог Джеймс Скотт (2009), «у них отсутствует фиксированная история». По словам Л. С. Стэна (2015), цыгане — «невидимый и неуслышанный народ в письменной истории». По мнению Е. А. Марушиаковой и Веселина Попова, взгляд «на цыган как на аисторический народ, то есть как на народ без истории, который не интересуется историей и существует вне общей истории стран и регионов, где они живут», несостоятелен, при этом исследователи не отрицают важность устной истории.